# Peter Nilson
Peter Nilson (Näsby, nella regione dello Småland, 17 ottobre 1937 – 8 marzo 1998) è stato uno scrittore svedese.
Figlio di un mugnaio, comincia a lavorare nella fattoria paterna dopo aver finito la scuola elementare. Ottiene il diploma di scuola superiore nel 1959 grazie a dei corsi per corrispondenza.
Dopo il servizio militare, si iscrive all'Università di Uppsala, dove studia astronomia, fisica, matematica. Nel 1964 inizia a lavorare presso l'Osservatorio Astronomico.
Nel 1977 abbandona la sua ben avviata carriera di astronomo e ricercatore per dedicarsi completamente alla scrittura. Le sue opere riflettono profondamente la sua formazione scientifica: temi filosofici si intrecciano, infatti, a scienza, leggende popolari e storie del suo villaggio d'origine.
Nel 1986 ha ricevuto il Premio Harry Martinson, nel 1993 è stato eletto membro dell'Accademia Reale Svedese delle Scienze.

## Le opere
- Lysande stjärnor (1970)
- Uppsala General Catalogue of Galaxies (1973)
- Upptäckten av universum (1975)
- Himlavalvets sällsamheter (1977)
- Trollkarlen (1979)
- Främmande världar (1980)
- Arken (1982)
- Mitt i labyrinten (1983)
- Guldspiken (1985)
- Avgrundsbok (1987)
- Äventyret (1989)
- Messias med träbenet (1990)
- Stjärnvägar (1991)
- Rymdljus (1992)
- Solvindar (1993)
- Hem till jorden (1994)
- Rymdväktaren (1995)
- Nyaga (1996)
- Den gamla byn (1997). Illustrerad av Björn Gidstam
- Ljuden från kosmos (2000, Postum)